# HD 216169
HD 216169，又名CP-60 7610，SAO 255336、HR 8686，是一颗恒星，视星等为6.46，位于銀經326.58，銀緯-51.4，其B1900.0坐标为赤經22h 45m 26.7s，赤緯-60° -51.4′ 41″。